# Upton Cressett
Upton Cressett – wieś i civil parish w Anglii, w hrabstwie Shropshire. W 2001 civil parish liczyła 43 mieszkańców. Upton Cressett jest wspomniana w Domesday Book (1086) jako Ultone.